# Księży Las (Zbrosławice)

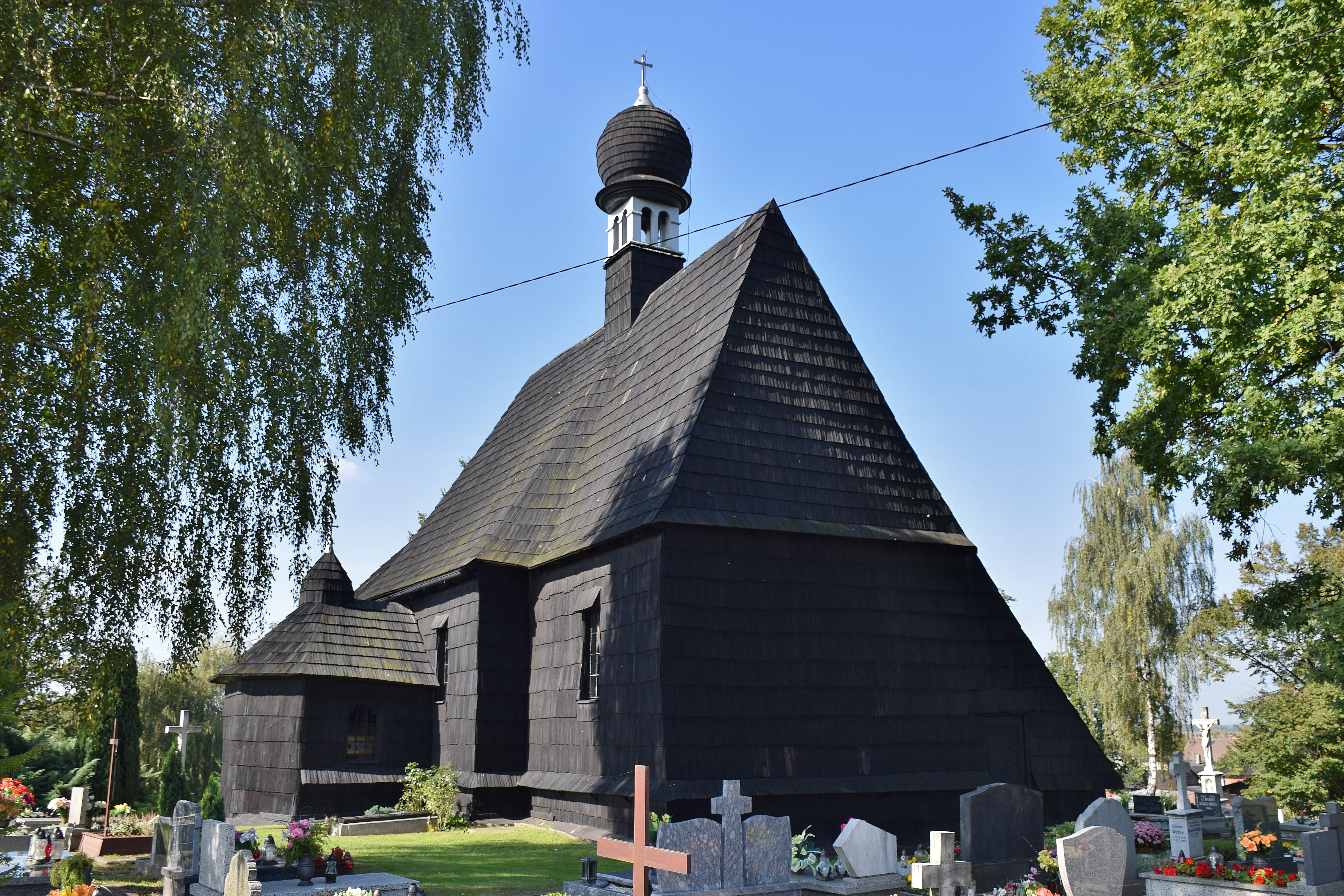
Die Michaelkirche

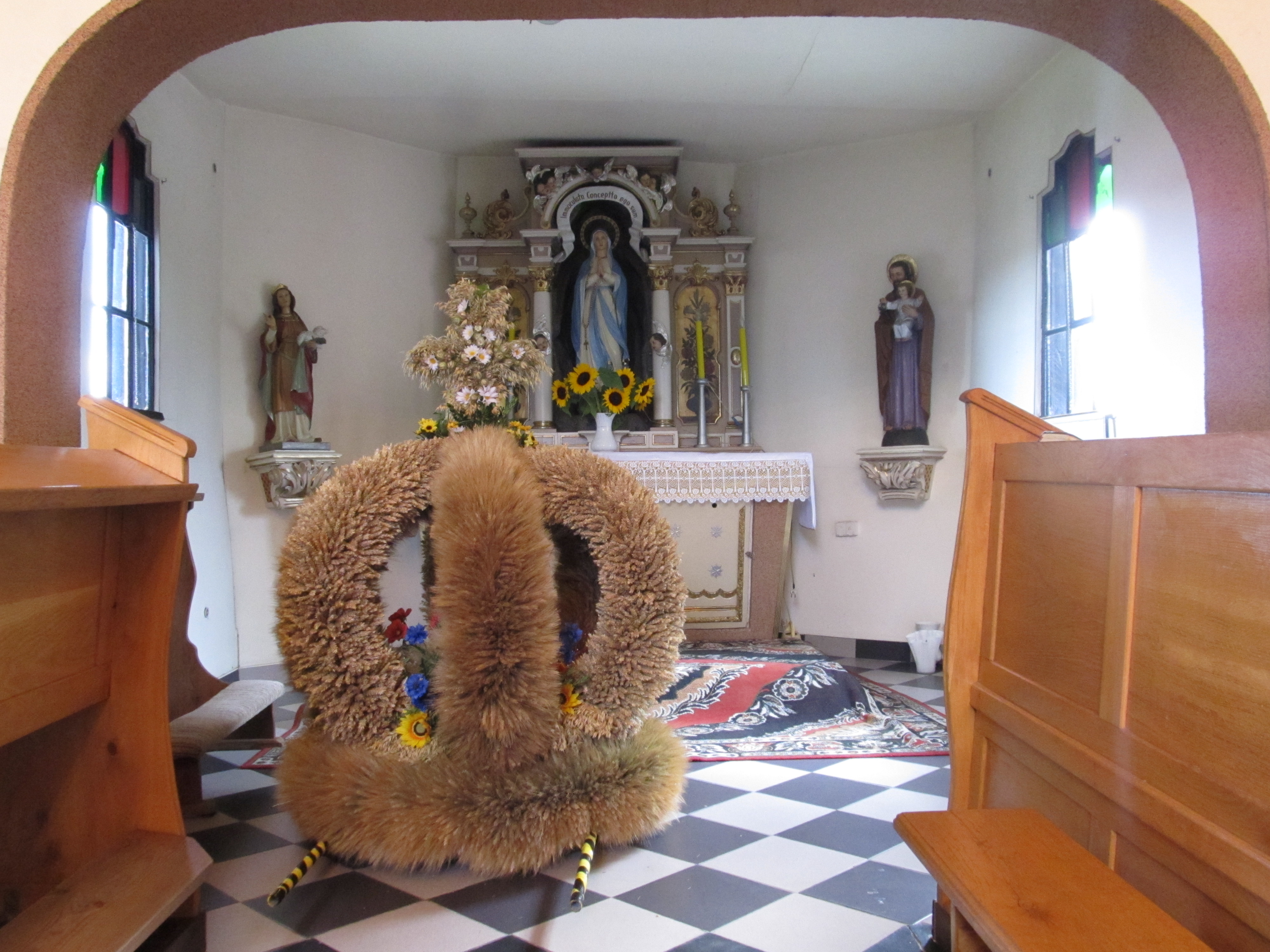
Innenansicht der Seitenkapelle der Kirche mit schlesischer Erntekrone

Księży Las (deutsch Xiondslas, 1936–1945 Herzogshain, älter Prießersdorf) ist eine Ortschaft in Oberschlesien. Sie liegt in der Gemeinde Zbrosławice (Broslawitz) im Powiat Tarnogórski (Kreis Tarnowitz) in der Woiwodschaft Schlesien.

## Geografie
Księży Las liegt fünf Kilometer nordwestlich vom Gemeindesitz Zbrosławice, zwölf Kilometer westlich von der Kreisstadt Tarnowskie Góry (Tarnowitz) und 31 Kilometer nordwestlich von der Woiwodschaftshauptstadt Katowice (Kattowitz).

## Geschichte
Der Ort entstand spätestens im 13. Jahrhundert und wurde um 1302 erstmals urkundlich erwähnt. 1447 wurde die örtliche Kirche erstmals urkundlich erwähnt. 1494 wurde die heutige Schrotholzkirche erbaut.
Der Ort wurde 1783 im Buch Beytrage zur Beschreibung von Schlesien als Xiondlos und Priestersdorf erwähnt, gehörte einem Herrn von Strachwitz, lag im Landkreis Tost und hatte 171 Einwohner, ein Vorwerk, eine Kirche, elf Bauern und 23 Gärtner. 1818 wurde der Ort als Prießersdorf und ferner als Xiondlas erwähnt. 1865 bestand Xiondzlas aus einem Rittergut und einer Dorfgemeinde. Das Dorf hatte elf Bauernhöfe, 23 Gärtnerstellen und drei Häuslerstellen.
Bei der Volksabstimmung in Oberschlesien am 20. März 1921 stimmten 53 Wahlberechtigte für einen Verbleib bei Deutschland und 210 für eine Zugehörigkeit zu Polen. Xiondslas verblieb beim Deutschen Reich. 1936 wurde der Ort in Herzogshain umbenannt. Bis 1945 befand sich der Ort im Landkreis Tost-Gleiwitz.
1945 kam der bis dahin deutsche Ort unter polnische Verwaltung und wurde in Księży Las umbenannt und der Woiwodschaft Schlesien angeschlossen. 1950 kam der Ort zur Woiwodschaft Kattowitz. 1999 kam der Ort zum wiedergegründeten Powiat Tarnogórski und zur neuen Woiwodschaft Schlesien.

## Sehenswürdigkeiten und Bauwerke
- Auf einem Hügel befindet sich umgeben vom Friedhof die katholische Michaelkirche aus Schrotholz aus dem Jahr 1494 mit Anbauten aus dem 20. Jahrhundert und einem Dachreiter. Barocke Ausstattung mit einem Gemälde des Erzengels Michael.
- Die alte Schule von 1880
- Wegkreuze

## Wappen

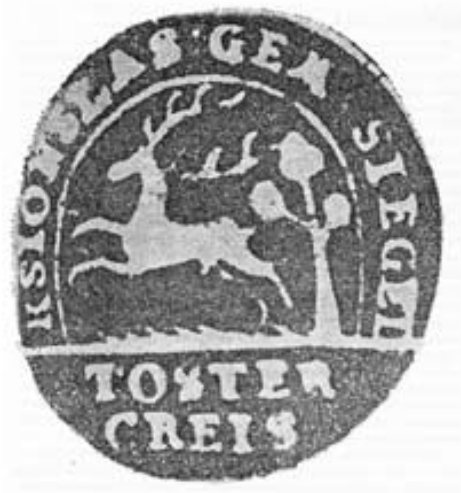
Altes Siegel aus dem 19. Jahrhundert

Das Wappen bzw. Siegel zeigt Wild vor einem Baum.

## Schreibweise
- Ksionslas (siehe Siegel, 19. Jahrhundert)
- Xiondslas
- Xiondzlas (um 1900)